# جاده ای۱۲۴
جاده ای۱۲۴ (به انگلیسی: A124 road) یکی از جاده‌های کشور انگلستان است.
این جاده از ناحیه کانینگ تاون شروع و در ناحیه آپمینستر، لندن به پایان می‌رسد، طول این جاده ۱۹٫۲ کیلومتر است.